# Güicán (ort)
Güicán är en ort i Colombia.   Den ligger i departementet Boyacá, i den centrala delen av landet, 280 km nordost om huvudstaden Bogotá. Güicán ligger 2 909 meter över havet och antalet invånare är 2 101.
Terrängen runt Güicán är varierad. Runt Güicán är det glesbefolkat, med 12 invånare per kvadratkilometer. Närmaste större samhälle är El Cocuy, 7,0 km sydväst om Güicán. Trakten runt Güicán består i huvudsak av gräsmarker.